# 克莱县 (艾奥瓦州)
克萊縣（英語：Clay County）是美國愛阿華州西北部的一個縣。面積2,727平方公里。根据美國2000年人口普查，共有人口17,372人。縣治斯潘塞 (Spencer)。
成立於1858年。縣名紀念代表肯塔基州的聯邦參議員、國務卿亨利·克萊 (Henry Clay)的兒子、死於美墨戰爭的小亨利·克萊。
克萊縣每年舉行一次克萊縣博覽會。 克萊縣的第一家報紙是彼得森·愛國者（Peterson Patriot），該報紙於1880年開始發行。